# محطة قطار الروينة
مَحطة الروينة هي محطة قطار جزائرية، تقع في بلدية الروينة، ولاية عين الدفلى. تُعدّ جزءًا من شبكة الخطوط الإقليمية التي وتديرها الشركة الوطنية للنقل بالسكك الحديدية في الجزائر.

## الموقع في السكك الحديدية
تَقع المحطة على خط الجزائر - وهران، حيث تسبقها محطة العمرة وتتبعها محطة الشيخ بن يحيى.

## خدمة الركاب

### الخدمة
مَحطة روينا تخدمها:
- قطارات الخط الرئيسي لخط الجزائر – وهران؛
- القطارات الإقليمية للاتصالات:
  - الجزائر – الشلف؛
  - الشلف – خميس مليانة.

## روابط خارجية
- "ش.و.ن.س.ح". الشركة الوطنية للنقل بالسكك الحديدية. مؤرشف من الأصل في 2025-05-05.